# Blackbolbus echinicollis
Blackbolbus echinicollis är en skalbaggsart som beskrevs av Henry Fuller Howden 1985. Blackbolbus echinicollis ingår i släktet Blackbolbus och familjen Bolboceratidae. Inga underarter finns listade.